# Altviller
Altviller – miejscowość i gmina we Francji, w regionie Grand Est, w departamencie Mozela.
Według danych na rok 1990 gminę zamieszkiwało 506 osób, a gęstość zaludnienia wynosiła 104 osób/km² (wśród 2335 gmin Lotaryngii Altviller plasuje się na 590. miejscu pod względem liczby ludności, natomiast pod względem powierzchni na miejscu 1022.).